# Jerzy z Tęczyna Ossoliński
Jerzy z Tęczyna Ossoliński herbu Topór – starosta piotrkowski w latach 1658-1660 i 1661-1683, rotmistrz królewski.

## Życiorys
Był elektorem Michała Korybuta Wiśniowieckiego z województwa sieradzkiego w 1669 roku.